# 双流广场站
双流广场站是成都地铁3号线的一座车站，位于成都市双流区。双流广场站为地下岛式站台车站，2018年12月26日开通。

## 车站结构

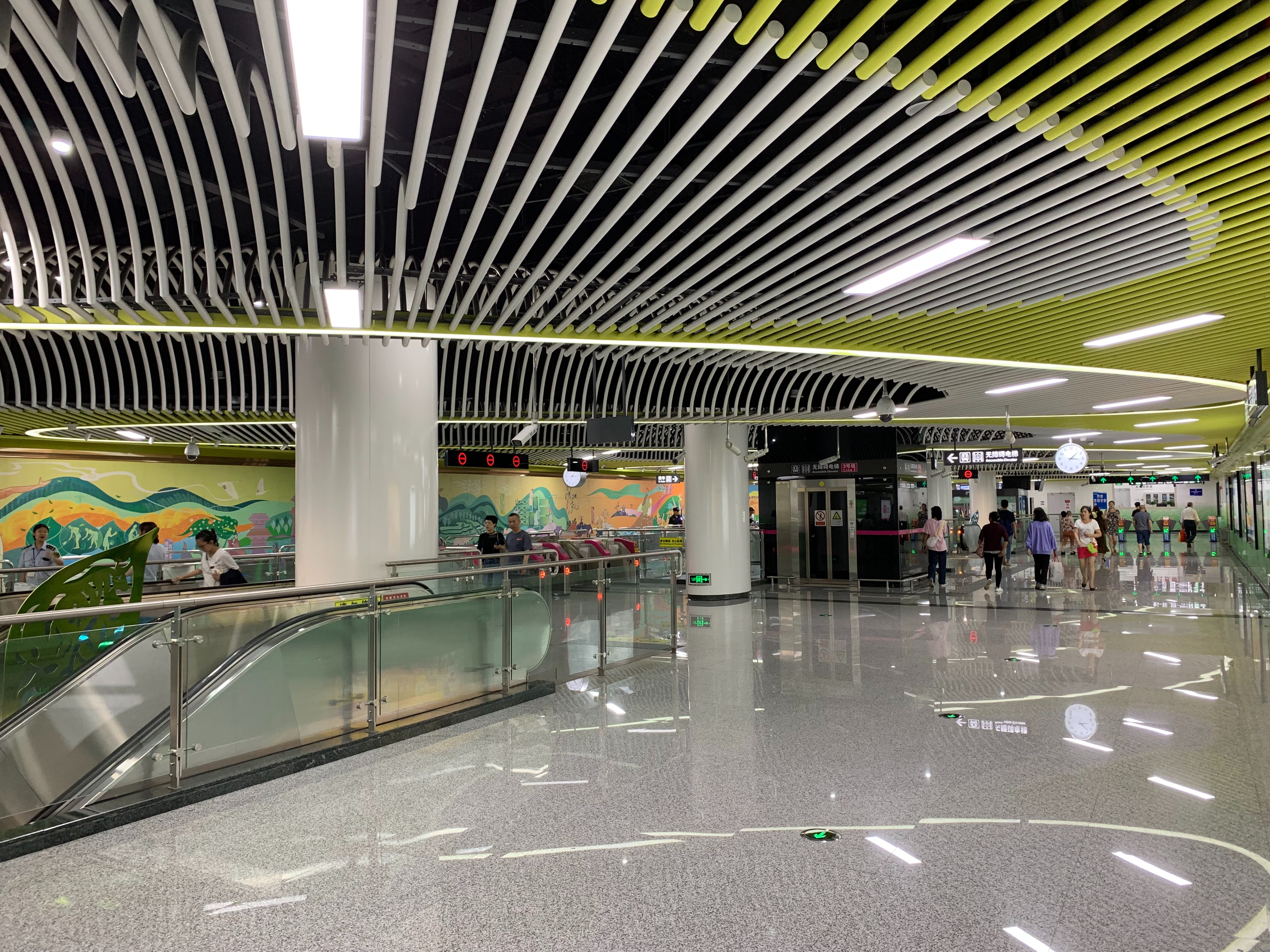
站厅层
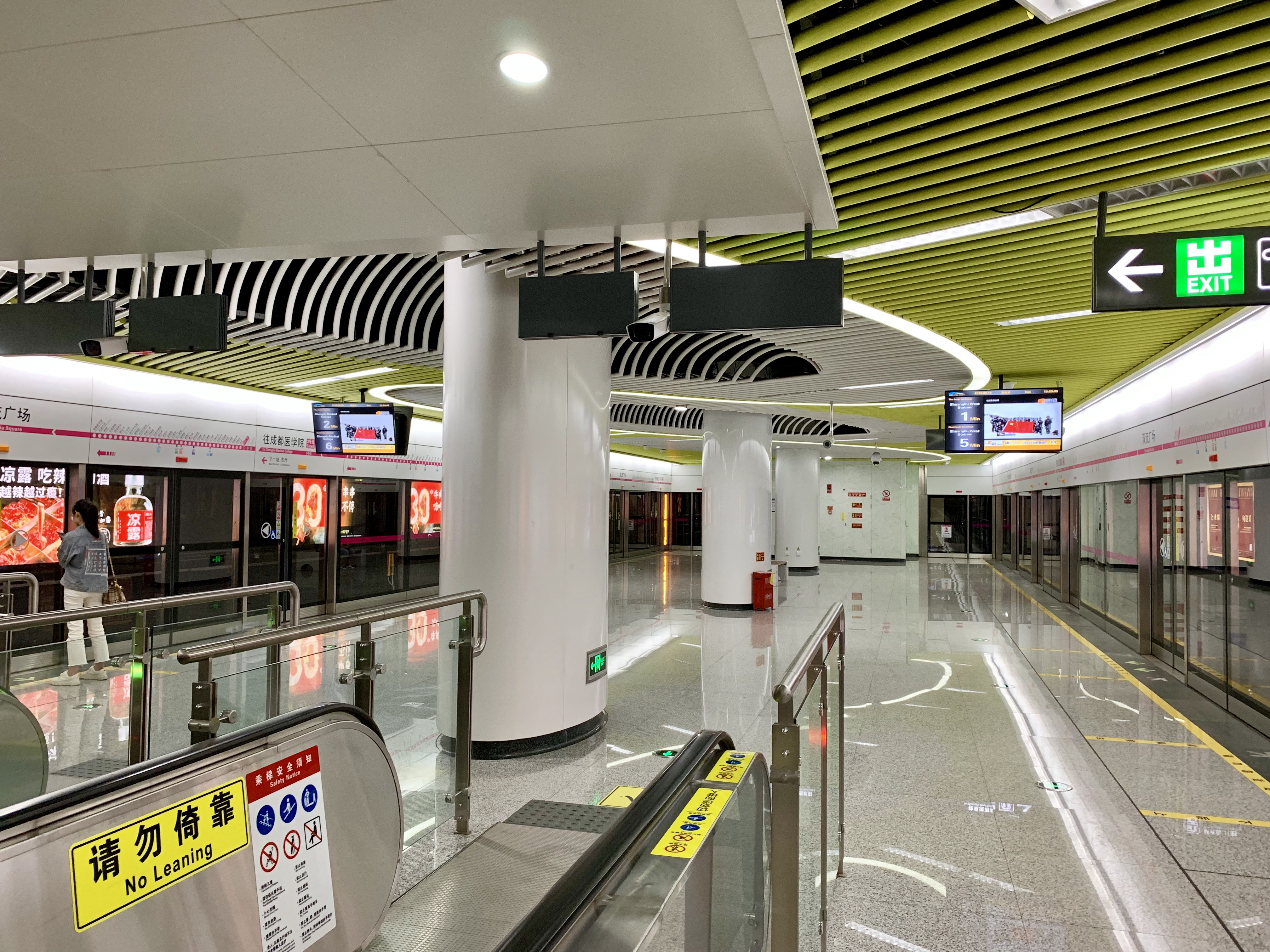
站台层

双流广场站是一个地下岛式月台车站。
| 地面      |                                    | 出入口                             |  |
| 地下 一层 | 站厅层                             | 安检、售票机、站内商店             |  |
| 地下 二层 |                                    | 3号线列车往成都医学院方向 （东升） |  |
| 地下 二层 | 岛式站台，左边车门将会开启         |                                    |  |
| 地下 二层 | 3号线列车往双流西站方向 （三里坝） |                                    |  |

- 站厅层
- 站台层

## 内装与公共艺术
本站是3号线二三期4座重点艺术站之一。
双流广场站位于双流区中心，全站以“蚕茧”为主要设计灵感，既反映了古蜀人瑰丽的蚕丛文化及其背后的悠久历史，也寓意“破茧而出”表达了对双流区蓬勃发展的美好祝愿。全站以黄白二色作为空间主色调，天花板运用曲线铝材勾勒出蚕茧形态。

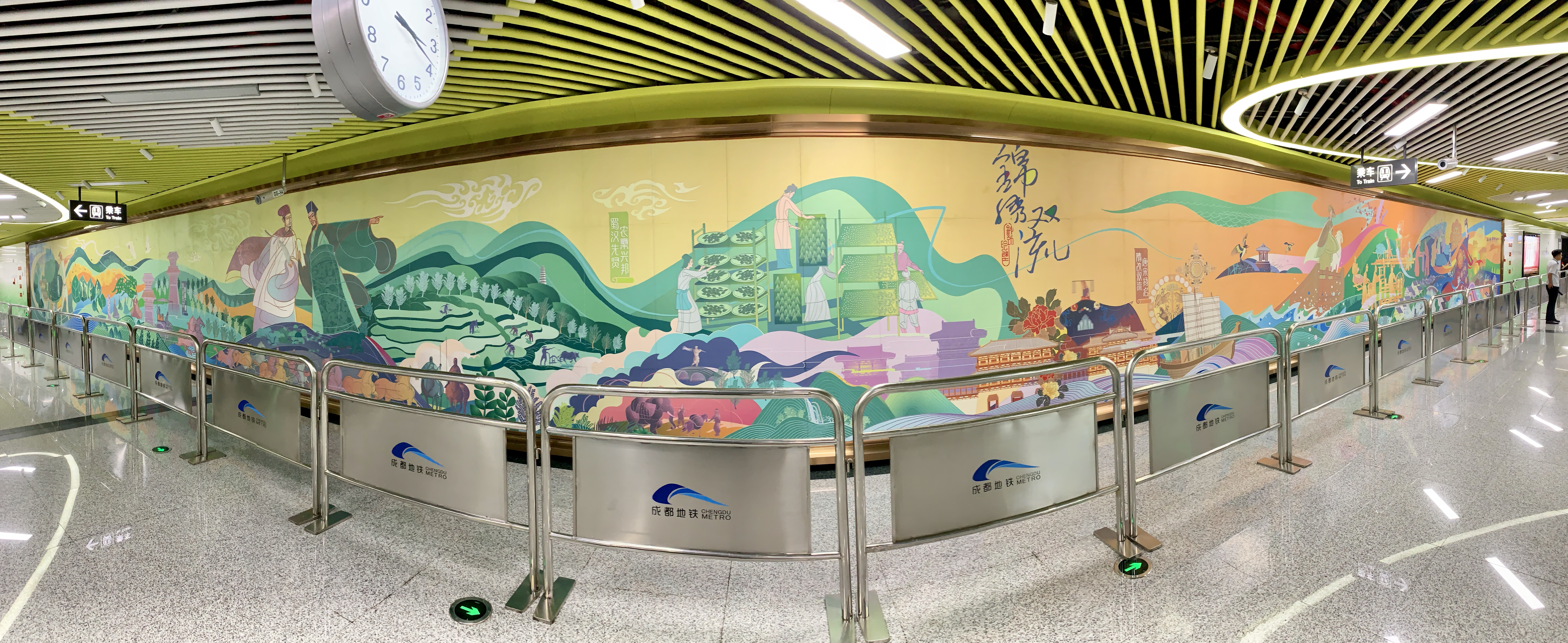
艺术墙《锦绣双流》

### 艺术墙《锦绣双流》
本艺术墙共分为六个篇章，由古及今讲述了双流起源与蚕桑文化发展历程。画面绘制的风格借鉴了成都著名的蜀锦艺术，展现了双流区的历史演变和成都丝绸文化的繁盛灿烂。

### 艺术装置《破茧蝶变》
该艺术装置位于站厅层到站台层的扶梯间。其形态由桑叶和蝴蝶抽象而来，造型闪亮鲜艳，寓意双流区悠久的农桑文化、蓬勃的发展状态和向空港新城转型发展的破茧蝶变。

## 出入口信息
本站目前开放4个出入口。
| 出口编号     | 设施         | 地点         | 可到达目的地     | 照片 |
| ------------ | ------------ | ------------ | ---------------- | ---- |
|              |              |              |                  |      |
|              |              | 广都大道一段 | 双流广场         |      |
| 出口 · A · 2 |              | 藏卫路南二段 | 人民广场二期     |      |
| 出口 · B     | 无障碍电梯   | 藏卫路南一段 | 华兴苑           |      |
| 出口 · C     | 无障碍卫生间 | 藏卫路南一段 | 成都公安双流分局 |      |